# 林李招
林李招（1825年7月24日—1875年11月5日），林萬掌之妻，地方女傑。

## 生平
林李招為力里社頭目之女。林萬掌為穩定鳳山縣水底藔（今屏東縣水底寮）沿山一帶的原住民與漢人關係，遂與力里社合親，娶林李招。
1858年林萬掌逝世，留下林有才、林有德與林有春三子。其時社會動蕩，叛亂四起。林李招對長子林有才說：「我家世篤忠義，可不及時報效，一雪先人心跡耶？」遂交代林有才帶番勇平亂。而後清朝官方賜于「錦繖遺風」之匾額，其緣便是林李招如同洗氏錦繖夫人，皆非漢人女子，但在地方叛亂時拒敵剿匪。
後來鳳山亂起，水底寮鄉人欲響應，請林李招資助彈糧。林李招斥曰：「甫舉事而婪取於民，何以能久？」而後賊眾無以為繼，遂各自解散。

## 評價
林豪於《東瀛紀事卷上》中這樣評價林李招：
論曰：女子而才非難，能明大義為難。當彰邑陸沉，台郡震動，李氏苟奮跡夜郎，效尤貳側，因眾心之思逞，遂阻險以自雄，則退可以踞一隅，進可以窺全郡；相持死蚌，將收利於漁人，雖有長鞭，何暇及於馬腹，事有未可料者矣。而乃從容敵愾，慷慨同仇，保全一方，免遭兵燹，使先世微瑕，一旦昭雪，方之馮嫽錦車，秦家良玉，嗚呼賢矣！
因林李招安輔軍民，不畏賊匪，且廣濟布施，於地方有功，因此有「內藔頭家媽」（台語）的雅號。